# Srby u Tuchlovic
Srby ist ein Ortsteil der tschechischen Gemeinde Tuchlovice im Okres Kladno. Das Dorf befindet sich im Středočeský kraj auf einer Höhe von 425 Metern über dem Meeresspiegel.

## Geographie
Srby liegt einen Kilometer nordöstlich von Tuchlovice und sechs Kilometer westlich der Stadt Kladno linksseitig der Loděnice. Westlich und südwestlich liegen die Teiche Záplavy und Turyňský rybník, letzterer ist mit einer Wasserfläche von 51,02 ha der größte im Okres Kladno. Nördlich und östlich des Ortes erstreckt sich ein größerer Forstwald. Die Haupteinnahmequelle des Dorfes ist die Forst- und Landwirtschaft.

## Geschichte
Srby war vor 1980 eigenständige Gemeinde mit 383 Einwohnern. 1980 wurde Srby mit Tuchlovice zusammengelegt und bildet seitdem einen der beiden Ortsteile der Landgemeinde Tuchlovice. 1991 hatte der Ort 316 Einwohner. Im Jahre 2001 bestand das Dorf aus 157 Wohnhäusern, in denen 355 Menschen lebten.

## Weblinks

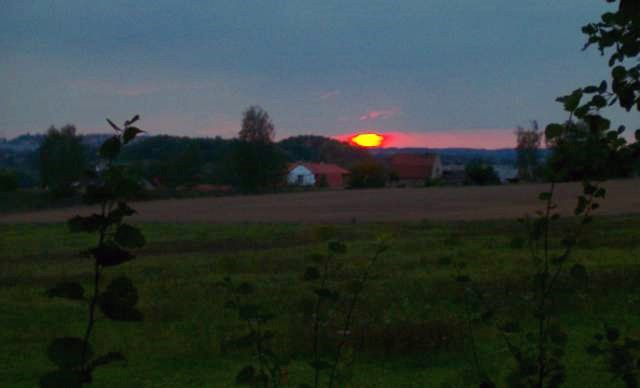
Ansicht auf Srby